# 柯蒂斯·基钦
柯蒂斯·基钦（英語：Curtis Kitchen，1964年1月30日—），美国NBA联盟前职业篮球运动员。他在1986年的NBA选秀中第6轮第6顺位被西雅图超音速选中。